# أبو حسن (قصة)
أبو حسن هي إحدى قصص ألف ليلة وليلة. وهي تتعلق بأبي الحسن الخالع، وهو تاجر شاب من بغداد نُقِل وهو نائم إلى قصر هارون الرشيد، وعندما استيقظ قيل له إنه الخليفة الحقيقي. وقد سخر هارون من أبي الحسن مرتين، وانتهى الأمر بجعله نديم الخليفة المفضل [الإنجليزية]. وفي الترجمة الإنجليزية، تحمل الحكاية أحيانًا عنوان النائم المستيقظ. وقد اختار برتون "النائم والمستيقظ" في ترجمته لكتاب ألف وليلة [الإنجليزية].

## اقتباسات
جُسِّدَت القصة بشكل درامي عدة مرات كما في مسرحية أبو حسن أو النائم المستيقظ لجوزيف تابرار [الإنجليزية] (1885)، والميت الحي (1780)، وأبو حسن أو الفارس العربي المُرفَّه لآرثر أونيل [الإنجليزية] (1869). كما قُلِّدَت بشكل أكثر تكرارًا، ولا سيما في مقدمة مسرحية ترويض النمرة، حيث يُصطحَب كريستوفر سلاي [الإنجليزية]، وهو في حالة سكر شديد، إلى منزل أحد اللوردات ويستيقظ كما لو كان مالك المكان.